# Igreja Adventista do Sétimo Dia
A Igreja Adventista do Sétimo Dia é uma denominação cristã protestante, caracterizada por sua ênfase na iminente segunda vinda de Jesus Cristo e na observância do sábado como dia sagrado. Surgiu nos Estados Unidos na primeira metade do século XIX, após o Grande Desapontamento de 22 de outubro de 1844, ligado ao Movimento Millerita, e foi formalmente estabelecida em 21 de maio de 1863.

## História
A origem da Igreja Adventista do Sétimo Dia está vinculada ao Segundo Grande Despertar, um movimento religioso nos Estados Unidos no início do século XIX. William Miller, um pregador batista, interpretou profecias bíblicas, como Daniel 8:14, concluindo que Cristo retornaria entre 1843 e 1844. Após o fracasso dessa previsão, conhecido como o Grande Desapontamento, um grupo de seguidores, incluindo Hiram Edson, reinterpretou a profecia como o início do "juízo pré-advento" no santuário celestial, em vez da volta de Cristo à Terra.
A observância do sábado como dia de repouso foi adotada em 1844, influenciada por Joseph Bates e pela Igreja Batista do Sétimo Dia. A denominação foi oficialmente organizada em 1863, com James White, Ellen White e John Nevins Andrews entre seus pioneiros. Ellen White é reconhecida por seus escritos, que os adventistas consideram inspirados, embora subordinados à Bíblia.
A igreja expandiu-se globalmente a partir de 1874, com missões na Europa, África, Ásia e América do Sul, alcançando mais de 200 países até o início do século XXI.

## Crenças
A Igreja Adventista do Sétimo Dia baseia sua fé exclusivamente na Bíblia, rejeitando interpretações individuais e defendendo a infalibilidade bíblica. Suas 28 crenças fundamentais incluem:
- Crenças cristãs tradicionais: Aceitação da Trindade, nascimento virginal de Jesus, expiação na cruz, ressurreição e segunda vinda.[12]
- Crenças protestantes: Sola scriptura, justificação pela fé e salvação pela graça.[13]
- Crenças distintas: Observância do sábado, criação literal em seis dias, estado inconsciente dos mortos, aniquilacionismo e juízo investigativo.[14]

## Organização
A igreja é regida por um sistema representativo, semelhante ao presbiteriano, com cinco níveis: igreja local, missão/associação, união, divisão e Conferência Geral, sediada em Silver Spring, Maryland. Em 2023, contava com 22,785 milhões de membros e 100.780 igrejas em 213 países.

## Atividades
A igreja mantém instituições educacionais, de saúde e humanitárias, como a Rede Adventista de Educação, hospitais e a Agência Adventista de Desenvolvimento e Recursos Assistenciais (ADRA). É reconhecida por sua estrutura hierárquica e centralizada, que facilita a gestão global de suas operações.

## Cultura e Práticas
Os adventistas observam o sábado com cultos, abstendo-se de atividades seculares, e promovem um estilo de vida saudável, frequentemente vegetariano, influenciado por figuras como John Harvey Kellogg.